# Zooveti Tbilisi
Zooveti Tbilisi (georgiska: საფეხბურთო კლუბი ზოოვეტი თბილისი, Sapechburto Klubi Zooveti Tbilisi) är en georgisk fotbollsklubb från huvudstaden Tbilisi. Klubben vann säsongen 2010/2011 Meore Liga (nivå tre i det georgiska ligasystemet) och flyttades därmed upp till Pirveli Liga 2011/2012. Zooveti bildades år 1975 och spelar sina hemmamatcher på Sportis Akademiis Stadioni i Tbilisi som tar in 1000 åskådare.

## Meriter
- Meore Liga

Mästare: 2010/2011